# .st
.st는 상투메 프린시페의 인터넷 국가 코드 최상위 도메인이다.

## 2차 도메인
등록은 2차 도메인에서 직접 이루어지지만 일부 이름은 특수한 3차 도메인 수준 등록에 사용하도록 예약되어 있다(현재 이들 모두가 실제로 사용되는 것은 아님):
- nic.st: 공식 ST 도메인 레지스트리(구 Registry.st)
- gov.st: 상투메프린시페 정부
- saotome.st: 상투메 섬
- principe.st: 프린시페 섬
- consulado.st: 상투메 프린시페 영사관
- embaixada.st: 상투메 프린시페 대사관
- org.st: 비영리단체
- edu.st: 교육기관
- net.st: 네트워크 공급자/운영자, ISP
- com.st: 상업적 실체
- store.st
- mil.st: 상투메 프린시페의 군대
- co.st